# Elián Larregina
Elián Gaspar Larregina (né le 20 février 2000 à Suipacha) est un athlète argentin, spécialiste du 400 mètres. 

## Biographie
Natif de Suipacha (Buenos Aires), Elián Larregina, après avoir pratiqué le football, se consacre à l'athlétisme à partir de 2016. En 2017, il connaît sa première expérience internationale en participant au 400 m des championnats du monde jeunesse.
Lors des championnats panaméricains juniors de 2019, il bat le record national du 400 m, que détenait Gustavo Aguirre depuis 1999, en courant en 46 s 02.
En mai 2022 il prend la 3e place des Championnats ibéro-américains en 45 min 78 s, record national, devancé par les Dominicains Lidio Andrés Feliz et Luguelín Santos. En septembre, il porte son record à 45 min 78 s en devenant champion d'Amérique du Sud U23. En octobre, il s'impose aux Jeux sud-américains d'Asuncion.
En 2023 il obtient l'argent aux Championnats d'Amérique du Sud, s'inclinant face au Colombien Anthony Zambrano.
En 2024 il passe pour la première fois sous les 45 s en remportant le meeting de Madrid en 44 s 93, devant Liemarvin Bonevacia.

### Palmarès
| Date | Compétition                    | Lieu          | Résultat | Épreuve         | Performance   |
| ---- | ------------------------------ | ------------- | -------- | --------------- | ------------- |
| 2021 | Championnats d'Amérique du Sud | Guayaquil     | 7e       | 400 m           | 48 s 06       |
| 2021 | Championnats d'Amérique du Sud | Guayaquil     | 2e       | 4 × 400 m mixte | 3 min 23 s 77 |
| 2022 | Championnats ibéro-américains  | La Nucia      | 3e       | 400 m           | 45 s 78       |
| 2022 | Jeux sud-américains            | Asuncion      | 1er      | 400 m           | 45 s 80       |
| 2023 | Championnats d'Amérique du Sud | Santiago      | 2e       | 400 m           | 45 s 63       |
| 2023 | Championnats d'Amérique du Sud | Santiago      | 3e       | 4 × 400 m       | 3 min 5 s 76  |
| 2024 | Championnats ibéro-américains  | Cuiaba        | 1er      | 400 m           | 45 s 27       |
| 2025 | Championnats d'Amérique du Sud | Mar del Plata | 2e       | 400 m           | 46 s 17       |
| 2025 | Championnats d'Amérique du Sud | Mar del Plata | 2e       | 4 × 400 m       | 3 min 8 s 77  |
| 2025 | Championnats d'Amérique du Sud | Mar del Plata | 3e       | 4 × 400 m mixte | 3 min 23 s 12 |

### Records
| Épreuve            | Performance  | Lieu       | Date            |
| ------------------ | ------------ | ---------- | --------------- |
| 400 mètres         | 44 s 53 (NR) | Madrid     | 19 juillet 2025 |
| 400 m piste courte | 46 s 37 (NR) | Cochabamba | 28 janvier 2024 |